# Calyptranthes karlingii
Calyptranthes karlingii är en myrtenväxtart som beskrevs av Paul Carpenter Standley. Calyptranthes karlingii ingår i släktet Calyptranthes och familjen myrtenväxter. Inga underarter finns listade i Catalogue of Life.